# Raquel
Raquel ist ein weiblicher Vorname.

## Herkunft und Bedeutung
Beim Namen Raquel handelt es sich um die spanische und portugiesische Variante des hebräischen Namens רָחֵל rāḥēl.

## Verbreitung
Der Name Raquel [ha.ˈkɛw] kam in Brasilien in der zweiten Hälfte des 20. Jahrhunderts in Mode. Vor allem in den 1980er Jahren war er beliebt. Schließlich sank die Popularität wieder, sodass sich der Name nicht mehr unter den 100 beliebtesten Mädchennamen findet.
In Portugal dagegen hat sich Raquel [ʁɐ.ˈkɛɫ] in der Top-100 der Vornamenscharts etabliert. Im Jahr 2018 belegte er Name Rang 66 der Hitliste.
Raquel [ra.ˈkel] zählte in Spanien bis 2013 zu den 100 meistgewählten Mädchennamen.
In den USA gewann Raquel [ɹə.ˈkɛl] vor allem ab den 1960er Jahren an Popularität und war insbesondere in den 1970er und 1980er Jahren geläufig, erreichte jedoch nie die Top-200 der Vornamenscharts. Seit den 1990er Jahren sank die Beliebtheit des Namens. Im Jahr 2023 belegte er Rang 902 der Vornamenscharts.

## Namensträgerinnen
- Raquel Atawo (* 1982), US-amerikanische Tennisspielerin
- Raquel Barrientos (* 1974), spanische Judoka
- Raquel Cassidy (* 1968), britische Schauspielerin
- Raquel Castro (* 1994), US-amerikanische Schauspielerin
- Raquel Corral (* 1980), spanische Synchronschwimmerin
- Raquel Devine (* 1967), US-amerikanische Pornodarstellerin und Radiomoderatorin
- Raquel Dukpa (* 1994), deutsche Filmemacherin, Filmproduzentin, Drehbuchautorin und Casting Director indisch-nepalesischer Herkunft
- Raquel Fernandes dos Santos (* 1991), brasilianische Fußballspielerin
- Raquel Forner (1902–1988), argentinische Malerin
- Raquel Freire (* 1973), portugiesische Filmregisseurin
- Raquel Galdes (* 1996), maltesische Sängerin
- Raquel Liberman (1900–1935), Prostituierte in Argentinien
- Raquel Martínez-Gómez (* 1973), spanische Schriftstellerin
- Raquel Meller (1888–1962), spanische Sängerin und Filmschauspielerin
- Raquel Miller (* 1985), US-amerikanische Boxerin
- Raquel J. Palacio (* 1963), US-amerikanische Fotografin, Illustratorin und Schriftstellerin
- Raquel Queirós (* 2000), portugiesische Radrennfahrerin
- Raquel Rastenni (1915–1998), dänische Schlagersängerin
- Raquel Reed (* 1988), US-amerikanische Sängerin, Model, Make-up-Artist und Fashion-Designer
- Raquel Revuelta (1925–2004), kubanische Schauspielerin und Hochschullehrerin
- Raquel Rodríguez (* 1993), costa-ricanische Fußballspielerin
- Raquel Rodriguez (* 1991), amerikanische Wrestlerin
- Raquel Sánchez-Silva (* 1973), spanische Journalistin und Fernsehmoderatorin
- Raquel Sosa Elízaga, mexikanische Soziologin, Professorin für Lateinamerikaforschung
- Raquel Tavares (* 1985), portugiesische Musikerin
- Raquel Varela (* 1978), portugiesische Historikerin und Hochschullehrerin
- Raquel Welch (1940–2023), US-amerikanische Schauspielerin
- Raquel Zimmermann (* 1983), brasilianisches Topmodel

Zwischenname
- Wendy Raquel Robinson (* 1967), US-amerikanische Schauspielerin
- Ana Raquel Satre (1925–2014), uruguayische Opernsängerin (Sopran)